# Annales Xantenses
Els Annales Xantenses o Annals de Xanten són una sèrie d'annals escrits probablement a Lorsch durant el període 832 a 852 i a Colònia fins al 873.

## Autor
L'autor a Lorsch és probablement Gerward, un capellà reial, però el seu continuador és desconegut.

## Utilitat
Per aquell període (832–873) els Annales Xantenses suposen una font independent que complementa altres Reichsannalen.